# Bánk (prénom)
Pour les articles homonymes, voir Bánk.
Bánk est un prénom hongrois masculin.